# Paul Nicolas
Paul Nicolas (Parigi, 4 novembre 1899 – Gy-l'Évêque, 3 marzo 1959) è stato un calciatore e allenatore di calcio francese, di ruolo attaccante.

## Carriera
Paul Nicolas è considerato uno dei migliori calciatori francesi dell'anteguerra. La sua fama è legata ai successi ottenuti con il Red Star, con cui vinse 4 volte la Coppa di Francia (1921, 1922, 1923, 1928) arrivando ad avere uno dei migliori palmarès della sua epoca, e alle reti segnate con la Nazionale, con la quale prese parte anche a tre Olimpiadi (1920, 1924, 1928). In seguito allenò per lungo tempo la Nazionale francese.

## Morte
Morì insieme alla moglie in un incidente stradale, mentre rientrava a casa dopo aver assistito alla partita Belgio - Francia.

## Palmarès

### Club

#### Competizioni nazionali
- Coppa di Francia: 4

Red Star: 1920-1921, 1921-1922, 1922-1923, 1927-1928